# کریستین موزر
کریستین موزر (انگلیسی: Christian Moser؛ زادهٔ ۲۷ فوریهٔ ۱۹۶۹) اسکی‌باز پرش اهل اتریش است.